# Club Voleibol Eivissa 2014-2015
Questa voce raccoglie le informazioni riguardanti il Club Voleibol Eivissa nelle competizioni ufficiali della stagione 2014-2015.

## Organigramma societario
Area tecnica
- Allenatore: Toni Corona
- Allenatore in seconda: Marcelo De Stefano

## Rosa
| N° | Nome                      | Ruolo | Data di nascita   | Nazionalità sportiva |
| -- | ------------------------- | ----- | ----------------- | -------------------- |
| 1  | Adrián Fidalgo            | C     | 3 gennaio 1987    | Spagna               |
| 2  | Edmond Solanas            | S     | 13 giugno 1976    | Spagna               |
| 3  | Heriberto José Cardenache | C     | 22 giugno 1969    | Spagna               |
| 4  | Arthur Borges             | S     | 15 marzo 1988     | Brasile              |
| 6  | Pablo Dus Muñoz           | P     | 19 settembre 1990 | Spagna               |
| 7  | Víctor Sánchez            | L     | 12 ottobre 1990   | Spagna               |
| 8  | Nicolás Ronchi            | S     | 17 maggio 1983    | Uruguay              |
| 9  | Antonino Zito             | -     | -                 | Spagna               |
| 10 | José María Giménez        | S     | 1º aprile 1995    | Spagna               |
| 11 | Daniel Ochoa              | C     | 15 aprile 1987    | Spagna               |
| 12 | Camilo Corona             | -     | -                 | Spagna               |
| 13 | Christian López           | P     | 4 dicembre 1982   | Spagna               |
| 14 | Marcial Juan Domínguez    | -     | -                 | Spagna               |
| 15 | Ignacio Alonso            | P     | -                 | Spagna               |
| 16 | Daniel Díaz               | L     | -                 | Spagna               |
| 18 | Elvis Lima                | C     | 30 settembre 1988 | Brasile              |